# 특허법 조약
특허법 조약 (Patent Law Treaty, PLT)은 2000년 6월 1일 스위스 제네바에서 53개국과 유럽특허기구에 의해 결론맺은 특허법 조약이다. 그 목적은 특허 출원을 위한 등록일을 얻기 위한 조건과 같은 공식적인 과정을 조화시키는 것이다.
2008년 4월 PLT는 18개의 계약 국이 있었고, 한편 59개국과 유럽 특허기구는 조약에 서명하였다.

## 같이 보기
- 파리 협약
- 특허협력조약